# Неаполитанское королевство
Неаполита́нское короле́вство (итал. Regno di Napoli, неап. Regno 'e Napule, лат. Regnum Neapolitanum) — государство в Южной Италии в XII—XIX веках, занимавшее территорию нынешних областей Италии — Кампания, Апулия, Калабрия, Базиликата, Молизе, Абруцци.

## Предыстория
К началу XI века территории, позднее вошедшие в состав Неаполитанского королевства, представляли собой конгломерат разрозненных лангобардских княжеств (Салерно, Капуя), вассальных по отношению к Византии наследственных герцогств (Неаполь, Амальфи, Гаэта) и областей, непосредственно входивших в состав Византии. В течение XI века вся территория будущего королевства была завоёвана норманнами, а в 1130 году стала частью вновь образованного Сицилийского королевства Рожера II Отвиля, в состав которого территория будущего Неаполитанского королевства входила по 1266 год. Столицей королевства в этот период был Палермо. Вся политическая история государства была сосредоточена в основном на Сицилии.

## Образование королевства при Карле Анжуйском

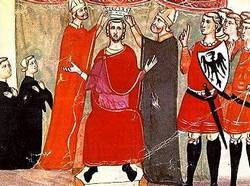
Коронация Манфреда

В 1265 году брат короля Франции Людовика Святого Карл I Анжуйский получил от папы Климента IV инвеституру на потомственное владение Сицилийским королевством. 26 февраля 1266 года Карл I Анжуйский разбил войска короля Манфреда при Беневенто (сам Манфред погиб в этой битве), затем, практически не встречая сопротивления, занял всю территорию Сицилийского королевства. Именно Карл I Анжуйский сделал своей резиденцией Неаполь.
Правление Карла I Анжуйского было деспотическим. Все обременительные подати и монополии, введённые Гогенштауфенами, были сохранены и даже приумножены. Тысячи приверженцев Гогенштауфенов были казнены, брошены в тюрьмы или изгнаны. Все лены, пожалованные Фридрихом II и его сыновьями Конрадом IV и Манфредом, были конфискованы Карлом и отданы затем французским рыцарям. Французы вели себя в стране как завоеватели.
Недовольство новым королём было наиболее сильным на Сицилии. 30 марта 1282 года в Палермо вспыхнуло антифранцузское восстание — Сицилийская вечерня. В течение ближайшей недели все французы на Сицилии были уничтожены. Попытка Карла I Анжуйского, высадившегося в Мессине и осадившего её, подавить восстание оказалась неудачной. В августе 1282 года в Сицилию прибыл зять Манфреда, арагонский король Педро III, который вскоре был признан всеми сицилийцами королём (как король Сицилии Педро I).
Таким образом, деспотический и оккупационный режим Карла I Анжуйского привёл к обособлению Сицилии в отдельное государство. Материковая часть бывшего Сицилийского королевства осталась в руках Карла I Анжуйского и его наследников, продолжавших титуловаться королями Сицилии. Именно это государство и называется традиционно Неаполитанским королевством.

## Внешняя политика Неаполитанского королевства при Анжуйской династии. Восточная политика Карла I Анжуйского
Карл I Анжуйский (правил в 1266—1285) и его преемники Карл II (1285—1309), Роберт (1309—1343), Джованна I (1343—1382), Карл III Малый (1382—1386), Владислав (1386—1414) вели активную внешнюю политику, не всегда коррелировавшую со скромными возможностями своего государства.
Карл I Анжуйский всерьёз угрожал возродившейся после IV Крестового похода Византийской империи. Его планы по завоеванию Константинополя были сорваны только из-за Сицилийской вечерни. Именно влиянию Карла приписывают изменение в 1270 году предполагаемого маршрута VIII Крестового похода (вместо Египта в Тунис): Тунис, лежавший напротив Сицилии, был гораздо более интересен Карлу, чем далёкий Египет. Карл предпринял титанические усилия для обретения контроля над остатками крестоносных государств на Востоке, в результате он просто купил (1276—1277) у одной из претенденток права́ на корону Иерусалимского королевства. В качестве короля Иерусалима Карл готовил новый крестовый поход, сорванный опять-таки Сицилийской вечерней.

### Венгерское престолонаследие
Карл II, женившийся на Марии, сестре венгерского короля Ласло IV Куна, приобрёл после смерти шурина права на престол Венгрии, что определило новое направление внешней политики Неаполя. Старший сын Карла II Карл Мартелл был коронован в 1291 году папским легатом как король Венгрии, но в Венгрии был избран другой король. После почти двадцатилетней борьбы венгерский престол занял в 1308 году Карл I Роберт, сын Карла Мартелла. При этом ему пришлось поступиться своими правами на Неаполь.
По семейному соглашению преемником Карла II в 1309 году стал его третий сын Роберт. В дальнейшем, после пресечения венгерской линии Анжуйской династии, короли Неаполя пытались дважды занять трон Венгрии. Карл III сумел в конце 1385 года стать королём Венгрии и соправителем королевы Марии Венгерской, но вскоре был убит своими противниками.
Сын Карла III Владислав в 1401 году был знаменем партии, добившейся краткосрочного ареста Сигизмунда Люксембурга, но не успел вовремя прибыть в Венгрию. Сигизмунд был освобождён своими сторонниками и разбил приверженцев Владислава.

### Взаимоотношения с папством
Немалый интерес представляет и сложная история отношений Неаполя и папства. Номинально короли Неаполя были вассалами папы и были обязаны поддерживать своего суверена. Фактически, неаполитанские монархи нередко добивались контроля над Папской областью. Карл I Анжуйский, Карл II и Роберт, нуждавшиеся в поддержке папы в борьбе за Сицилию, за венгерское престолонаследие (два последних) и в хитроумной восточной политике (первый) были лояльны к папам.
Но уже королева Джованна I вступила в открытый конфликт с Урбаном VI, поддержав авиньонского антипапу Климента VII, что стоило ей короны и жизни.
Её убийца и преемник Карл III, захвативший Неаполь по прямому наущению Урбана VI, вскоре рассорился со своим покровителем. Война между Карлом III и Урбаном VI закончилась поражением папы, после чего Карл III был отлучён от Церкви (он был убит в Венгрии, находясь под отлучением).
Сын Карла III Владислав, также отлучённый Урбаном VI, примирился с его преемником Бонифацием IX, затем оккупировал Папскую область, заставив Григория XII признать короля сувереном Рима.
Финалом сложных взаимоотношений между Анжуйской династией и папами стала война между Владиславом и пизанским антипапой Иоанном XXIII. В ходе этой войны Владислав был выбит из Рима, разгромлен в мае 1412 года при Рокка-Секке, покорился Иоанну XXIII, затем вновь возобновил боевые действия и взял Рим в июне 1413 года.

### Анжуйская династия и крестоносные государства на Балканах
Принцы из необычайно разросшейся семьи Карла II сумели занять троны в ряде мелких крестоносных государств на Балканах. Четвёртый сын Карла II Филипп (1278—1332) стал по браку князем Ахайи и номинальным латинским императором Константинополя. Пятый сын Карла II Иоанн (1294—1336) стал герцогом Дураццо.

## Борьба за Сицилию

Флаг Неаполя с 1282 по 1442 год

После Сицилийской вечерни и воцарения на Сицилии Педро III Арагонского неаполитанские монархи предпринимали неоднократные попытки вернуть себе власть над островом и продолжали носить пустой титул королей Сицилии.
В 1283 году Карл I Анжуйский отправился в Прованс, чтобы набрать там новые армию и флот. Его наместником в Неаполе остался наследник престола — будущий Карл II. В 1284 году сицилийский адмирал Руджеро ди Лауриа притворным отступлением выманил неаполитанский флот из гавани и разбил его. Карл II оказался в плену.
После смерти Карла I Анжуйского (1285 год) его сын был провозглашён королём, находясь по-прежнему в заключении на Сицилии. Только в 1287 году удалось достигнуть соглашения, по которому Карлу II возвращали свободу в обмен на отречение от претензий на Сицилию. Папа, настаивая на своём суверенитете над Сицилией, отказался подтвердить договор, в результате соглашение было сорвано. В результате Карл II всё-таки был освобождён, но в мае 1289 года он был коронован папой как король Сицилии, что вновь привело к возобновлению войны.
В 1295 году было предпринята очередная попытка примирить Неаполь и Арагон. В соответствии с соглашением король Арагона и Сицилии Хайме II отказывался от короны Сицилии в пользу Карла Валуа, зятя Карла II. Карл Валуа, в свою очередь, отказывался от титула короля Арагона, который он получил от папы Мартина IV в 1284 году. На этот раз сицилийцы отказались подчиниться договору, заключённому за их спиной, и короновали Федериго II, брата Хайме II.
В 1302 году Карл II и его зять Карл Валуа совместно вторглись на Сицилию, но из-за начавшихся голода и эпидемий вынуждены были прекратить продвижение внутрь острова. В августе 1302 года был заключён мир, завершивший 20-летнюю войну за Сицилию между Анжуйской и Арагонской династиями. Федериго II был признан пожизненным королём Сицилии и женился на дочери Карла II Элеоноре. По условиям соглашения после смерти Федериго II Сицилия должна была вновь вернуться под власть Карла II и его потомков. На практике это последнее условие так и не было выполнено. Ряд историков считают именно 1302 год годом образования самостоятельных друг от друга Неаполитанского и Сицилийского королевств.
При преемниках Федериго II королевская власть в Сицилии ослабла, ряд районов острова контролировался почти независимыми от центральной власти баронами. Этим попыталась воспользоваться королева Неаполя Джованна I. После многолетней войны в 1372 году король Федериго III признал Джованну I королевой Сицилии и принёс вассальную присягу ей и папе. Федериго III при этом сохранил власть над островом с титулом короля Тринакрии (древнее название Сицилии).
Начавшаяся в 1381 году смута в Неаполе, растянувшаяся на несколько десятилетий борьба между принцами, оспаривающими друг у друга корону Неаполя, не дали возможности неаполитанским монархам добиться реального контроля над Сицилией.

## Борьба за неаполитанский престол между соперничающими династиями. Ослабление Неаполитанского королевства
В течение целого столетия Неаполитанское королевство, хоть и управляемое чужеземной, французской по происхождению, династией, оставалось целостной сильной державой, имевшей вес как в итальянской, так и, в целом, средиземноморской политике. Начиная с 1370-х годов начинается глубокий кризис, приведший к экономическому ослаблению государства, потере влияния в международных делах, потере независимости.
Кризис Неаполитанского королевства оказался связан с нарушением естественного порядка престолонаследия и появлением на арене двух династий, имевших приблизительно равные права на престол. В 1369 году бездетная королева Джованна I избрала своим наследником из многочисленных родственников Карла Дураццо (правнука Карла II), женила его на своей племяннице (и его двоюродной сестре) Маргарите.
В 1380 году Джованна I переменила решение и усыновила французского принца Людовика I Анжуйского (праправнука Карла II по женской линии). Римский папа Урбан VI, отлучивший Джованну I от Церкви, признал Карла Дураццо королём Неаполя и помог ему захватить Неаполь в 1381 году. Джованна I была пленена и 22 мая 1382 года задушена. Карл Дураццо занял престол Неаполя под именем Карла III.
Людовик I Анжуйский тем временем был признан королём Неаполя авиньонским папой Климентом VII и в 1382 году вторгся в Неаполь с сильным наёмным войском, чтобы отвоевать наследство своей приёмной матери. В течение 1382—1384 годов два короля вели на территории Южной Италии войну, закончившуюся разорением Людовика, рассеянием его армии и его внезапной смертью.
Вслед за Людовиком I Анжуйским погиб в 1386 году и его более счастливый соперник Карл III. Теперь уже сыну Карла III Владиславу пришлось практически без средств и союзников, находясь под отлучением римского и авиньонского пап, отстаивать свою корону против Людовика II Анжуйского, сына Людовика I. В течение 1389—1400 годов Людовик II фактически контролировал большую часть Южной Италии, в том числе и столицу, а Владислав находился в Гаэте. Только в 1400 году Владиславу удалось освободить территорию королевства от своего противника.
В 1411—1412 годах Людовик II Анжуйский вновь вёл войну против Владислава, теперь уже во главе армии пизанского папы Иоанна XXIII. Людовику удалось выбить неаполитанскую армию из Рима, а в мае 1412 года нанести ей серьёзное поражение при Рокка-Секке. Находясь в шаге от победы, Людовик II рассорился со своими союзниками и вскоре покинул Италию.
В 1420 году сын Людовика II Людовик III Анжуйский был признан папой Мартином V наследником бездетной неаполитанской королевы Джованны II, сестры и преемницы Владислава. Собрав значительную армию, Людовик III готовился завоевать Неаполь. Джованна II, находясь в безвыходном положении, призвала на помощь Альфонса V, короля Арагона и Сицилии, и усыновила его.
Война (1420—1422) между Людовиком III и Альфонсом V, протекавшая на территории Неаполитанского королевства, закончилась триумфом Альфонса. Но Альфонс, раньше времени почувствовавший себя властителем Неаполя, перегнул палку, распоряжаясь в королевстве как король и игнорируя Джованну II. Поэтому, воспользовавшись временным отъездом Альфонса в Испанию (1423), Джованна II отменила его усыновление и усыновила теперь своего прежнего врага Людовика III. Новая война между Людовиком III и арагонцами закончилась победой Людовика, который стал тем самым наследником королевы. Джованна II пережила своего «сына» и после его смерти (1434) признала наследником его брата Рене Доброго.
К моменту смерти Джованны II (2 февраля 1435 года) Рене, вовлечённый в войну за герцогство Лотарингию, находился в плену и не смог принять корону. Воспользовавшись этим, Альфонс V, опираясь на первое усыновление Джованны II, захватил Неаполь. Освободившись из плена, Рене прибыл в 1438 году в Южную Италию, но не смог одолеть Альфонса и в 1442 году покинул страну. В 1442 году Альфонса V признал королём Неаполя и папа — сюзерен королевства.
Продолжавшаяся около 60 лет междинастическая война привела к ослаблению Неаполитанского королевства. Претенденты регулярно приводили с собой чужеземные наёмные армии, разорявшие страну. Неаполитанские монархи, для сохранения короны, также были вынуждены содержать иностранные армии, что привело к непосильному росту налогового бремени и экономическому спаду. Кроме того, наличие двух равно легитимных монархов привело к размытию патриотизма дворянства, которое всегда могло выбирать более удобного в этот момент правителя.

## Правление Арагонской династии (Трастамары)

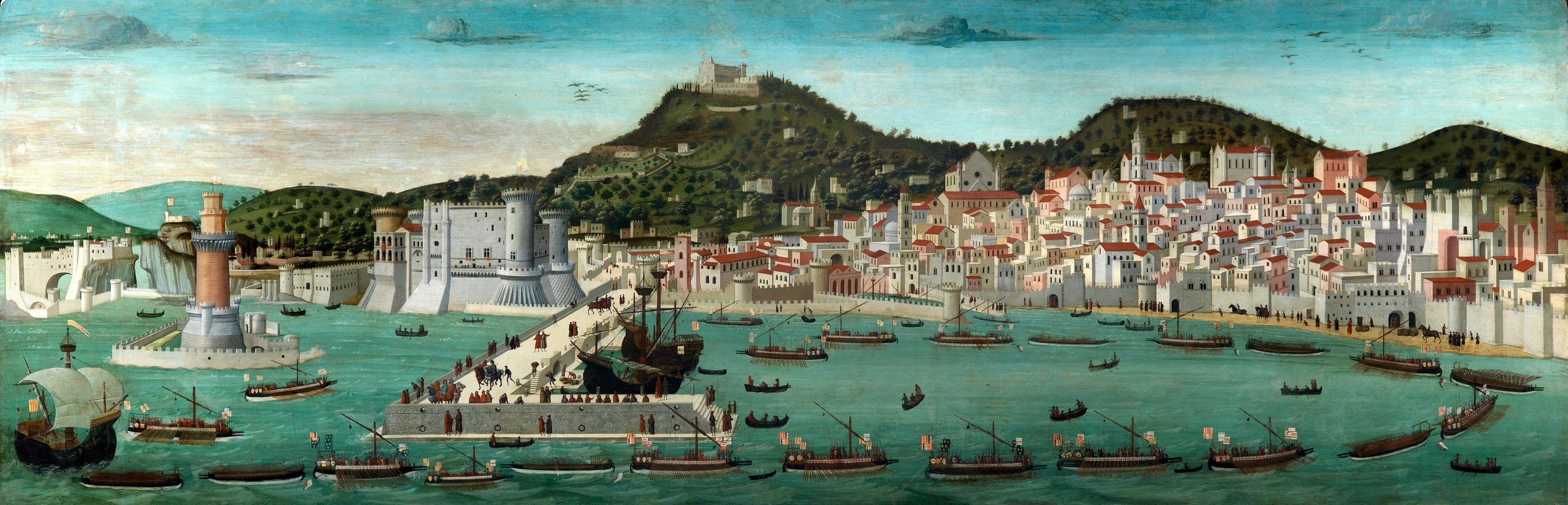
Вид на Неаполь с моря (1470 год). Национальный музей Сан-Мартино в Неаполе.

Завоевание Неаполя Альфонсом V Арагонским (в Неаполе он стал Альфонсом I) открыло новую страницу в истории страны. На престоле оказалась другая чужеземная династия — Арагонская, и на ближайшие полвека страна оказалась вовлечена в орбиту испанского влияния. Мирный период (1442—1458) царствования Альфонса I остался в неаполитанской истории золотым веком: экономика воспряла, торговля, наука и искусство развивались. Неаполь был в это время центром средиземноморской державы Альфонса, включавшей в себя Арагон, Каталонию, Майорку, Сицилию, Сардинию и Южную Италию.
Со смертью Альфонса «золотой век» разом закончился. Неаполитанское королевство по завещанию Альфонса перешло к его внебрачному сыну Фердинанду I (1458—1494), отрицательные качества которого перевешивали положительные. Покровительствуя искусству, он одновременно вёл очень дорогой и роскошный образ жизни, был любвеобилен, жесток, коварен и злопамятен. Его противники восстали, призвав в последний раз на помощь французского принца — Иоанна Анжуйского, сына Рене Доброго.
В 1460 году разбитый при Сарно Фердинанд I находился на грани поражения. К счастью для него, дело в руки взяла его энергичная жена Изабелла Кьярамонте, склонившая на свою сторону часть анжуйских приверженцев и добившаяся помощи папы Пия II. В 1462 году Фердинанду I удалось разбить своих противников при Трое, а к 1464 году гражданская война закончилась его победой.

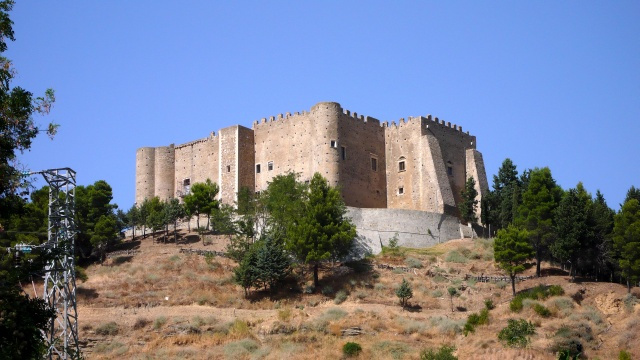
Замок Мальконсильо в Мильонико, где произошёл заговор баронов в 1485-1486 г.

Последующие 20 лет были годами спокойствия, и Фердинанд успешно играл роль своего отца — ренессансного монарха. Но в 1485 году против него вспыхнуло очередное восстание знати, поддержанное Иннокентием VIII. Лишь в августе 1486 года противники примирились, причём Фердинанд I поклялся забыть обиды. Но вскоре король заманил бывших мятежников в ловушку и расправился с ними с особой жестокостью. За это Фердинанд I и его сын (будущий Альфонс II) были отлучены от церкви, а посеянное ими всеобщее недовольство привело династию к катастрофе.

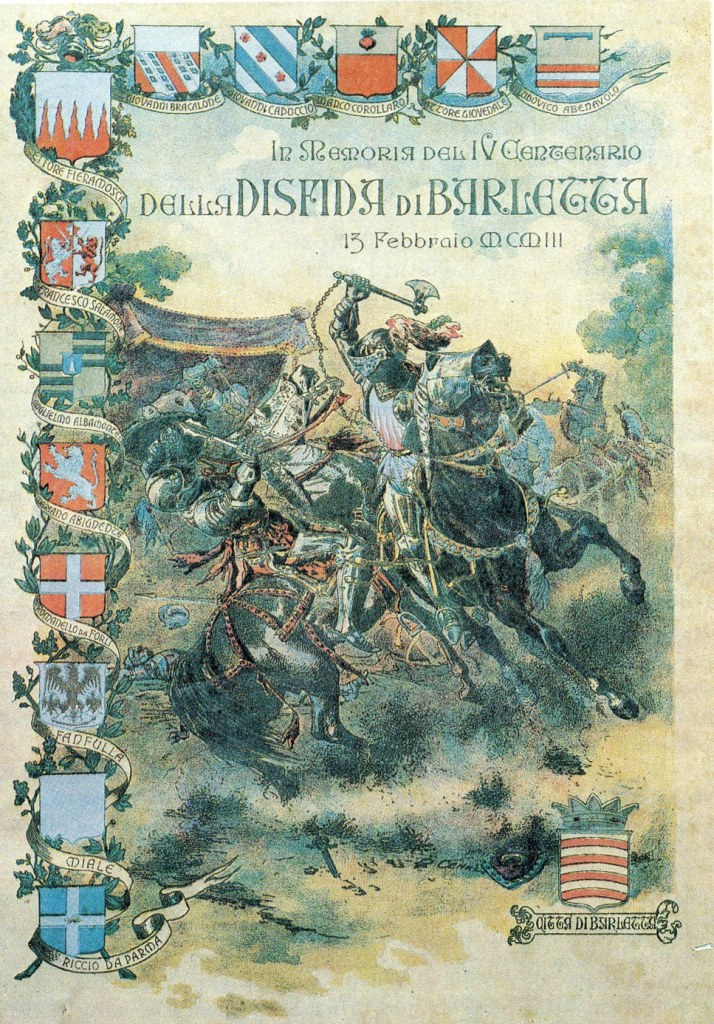
Плакат к четырёхсотлетию Барлеттского вызова 13 февраля 1503 г.

Уже после смерти Фердинанда I (1494 год) французский король Карл VIII, считавший себя наследником вымершей Анжуйской линии Валуа и уверенный во всеобщей ненависти неаполитанцев к Арагонской династии, заручившись поддержкой папы Александра VI и мелких итальянских государств, объявил о своих претензиях на Неаполь.
В январе 1495 года французская армия перешла неаполитанскую границу, король Альфонс II (1494—1495), убедившись в невозможности противостоять всеобщей ненависти, отрёкся от трона, его сын и преемник Фердинанд II (1495—1496) бежал в Сицилию. Карл VIII добился контроля над всей Южной Италией, короновался в Неаполе и ввиду политических осложнений летом 1496 года вернулся во Францию.
Отъезд Карла VIII дал возможность для реванша Фердинанда II. При поддержке своего родича Фердинанда II Арагонского, владевшего помимо прочего и Сицилией, Фердинанд II вернул себе королевство (1496), принудив французские гарнизоны к капитуляции. Но уже его преемнику Федериго (1496—1501) не удалось противостоять внешним и внутренним врагам.
В ноябре 1500 года новый французский король Людовик XII, ранее захвативший Милан, заключил с Фердинандом II Арагонским тайный Гранадский договор о совместном завоевании и разделе Неаполитанского королевства. Летом 1501 года союзники одновременно вторглись в Южную Италию, король Федериго сдался в плен, неаполитанцы сдались практически без сопротивления.
По условиям Гранадского договора французы получили Неаполь, Гаэту и Абруцци, а Апулия, Базиликата и Калабрия перешли к арагонцам. Но уже в 1503 году победители перессорились, в начавшейся войне французы потерпели поражение при Гарильяно (ноябрь-декабрь 1503 года). По условиям нового мирного договора Неаполитанское королевство полностью перешло под власть Фердинанда II Арагонского. Для Южной Италии начался более чем двухвековой период иностранного владычества.

## Неаполитанское королевство под властью иностранных держав

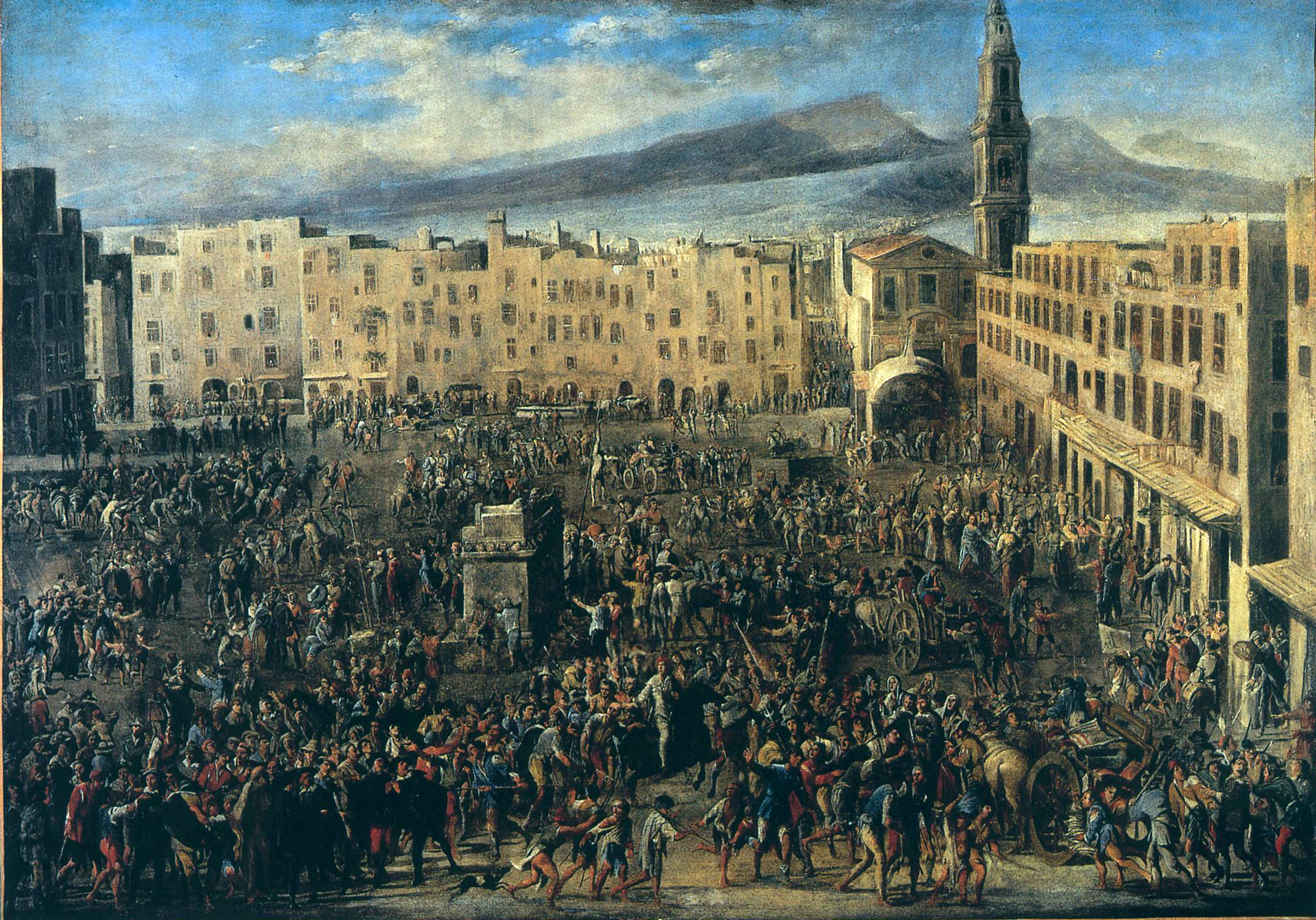
Доменико Гарджуло. Рыночная площадь во время восстания Мазаньелло. Между 1648 и 1652. Холст, масло. Музей Сан-Мартино, Неаполь

С 1503 по 1734 годы Неаполитанское королевство, формально сохранившееся, потеряло независимость. Королями Неаполя последовательно были Фердинанд II Арагонский (в Неаполе Фердинанд III) и его наследники испанские Габсбурги (Карл V, Филипп II, Филипп III, Филипп IV, Карл II). В этот период Южная Италия и Средиземноморье все более превращались во второстепенную для мировой политики сцену. Завоевание огромных владений в Америке, конфликт с Францией, локализованный, в основном, в Северной Италии и Нидерландах, Нидерландская революция, Тридцатилетняя война и последовавшие за нею другие общеевропейские войны поглощали внимание испанских монархов, Южная же Италия стала глухой провинцией «всемирной империи».
Карл V посетил Неаполь и Сицилию в 1535 году. Неаполем управлял от имени монарха вице-король, имевший полноту власти на подотчётных ему территориях. Экономическое развитие Неаполитанского королевства в этот период затормозилось. Единственным крупным восстанием неаполитанцев против испанской короны и тяжкого налогового бремени стало восстание Мазаньелло в 1647 году, и краткое существование Неаполитанской республики. Восстание было обречено с самого начала, поскольку форты вокруг города продолжали контролироваться войсками, верными испанской короне, а территория вокруг города — знатью, дороги и снабжение провиантом мятежного города было в руках сил, лояльных Испании. Вице-король Родриго Понсе де Леон пошёл с мятежниками на переговоры, и спустя полгода испанцы вновь заняли город без сопротивления. Мятежники были обезглавлены и контроль над Неаполем восстановлен. Французский флот дважды попытался атаковать и занять город, в надежде на поддержку восставших, но дважды французские силы с успехом были отбиты испанскими войсками.
После смерти Карла II (1700), не оставившего наследника, Неаполь, в числе других владений испанских Габсбургов, оказался предметом общеевропейскогого конфликта — войны за Испанское наследство. В её ходе в 1707 году Неаполь был захвачен австрийцами. По условиям Утрехтского мира Неаполитанское королевство вошло в состав владений австрийского императора Карла VI. По результатам Войны четверного альянса в число австрийских владений вошло и Сицилийское королевство.
См. Список вице-королей Неаполя

## Восстановленное Неаполитанское королевство под властью Бурбонов

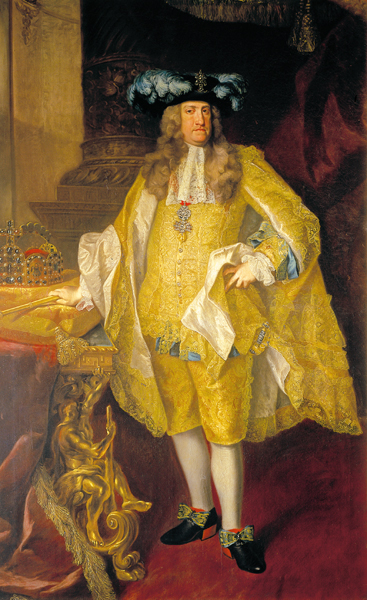
Король Карл VI. Художник Иоганн Готфрид Ауэрбах. Музей истории искусств Вены

После 1716 года одной из важнейших задач испанской дипломатии стало обеспечение сыновей Филиппа V от второй жены Елизаветы Фарнезе независимыми владениями в Италии.
В 1725 году Филипп V и Карл VI наконец-то признали друг друга и сложившийся в результате последних войн статус-кво на Апеннинах. Отдельной статьёй оговаривалось, что инфант Карл (1716—1788), старший из детей Филиппа V и Елизаветы Фарнезе, станет наследником вымирающих герцогских династий в Парме и Тоскане. В 1731 году после смерти последнего Фарнезе Карл вступил во владение Пармой.
В 1733 году в Европе начался новый конфликт, на этот раз за польское наследство. Воспользовавшись этим кризисом, Карл при поддержке отца занял Неаполь и Сицилию. По условиям Венского прелиминарного мира (3 октября 1735 года) Австрия смирилась с потерей Южной Италии, Карл был признан Европой в качестве короля Неаполя и Сицилии. В обмен на это новый король (по неаполитанскому счёту Карл VII) отказался от Пармы и наследственных прав на Тоскану в пользу Габсбургов, а также вместе с отцом признавал Прагматическую санкцию. Этим же договором было определено, что короны Неаполя и Испании никогда не окажутся на голове одного и то же монарха. В ходе войны за Австрийское наследство в 1744 году австрийская армия пыталась вернуть Габсбургам Неаполь, но была разбита Карлом VII в битве при Веллетри.

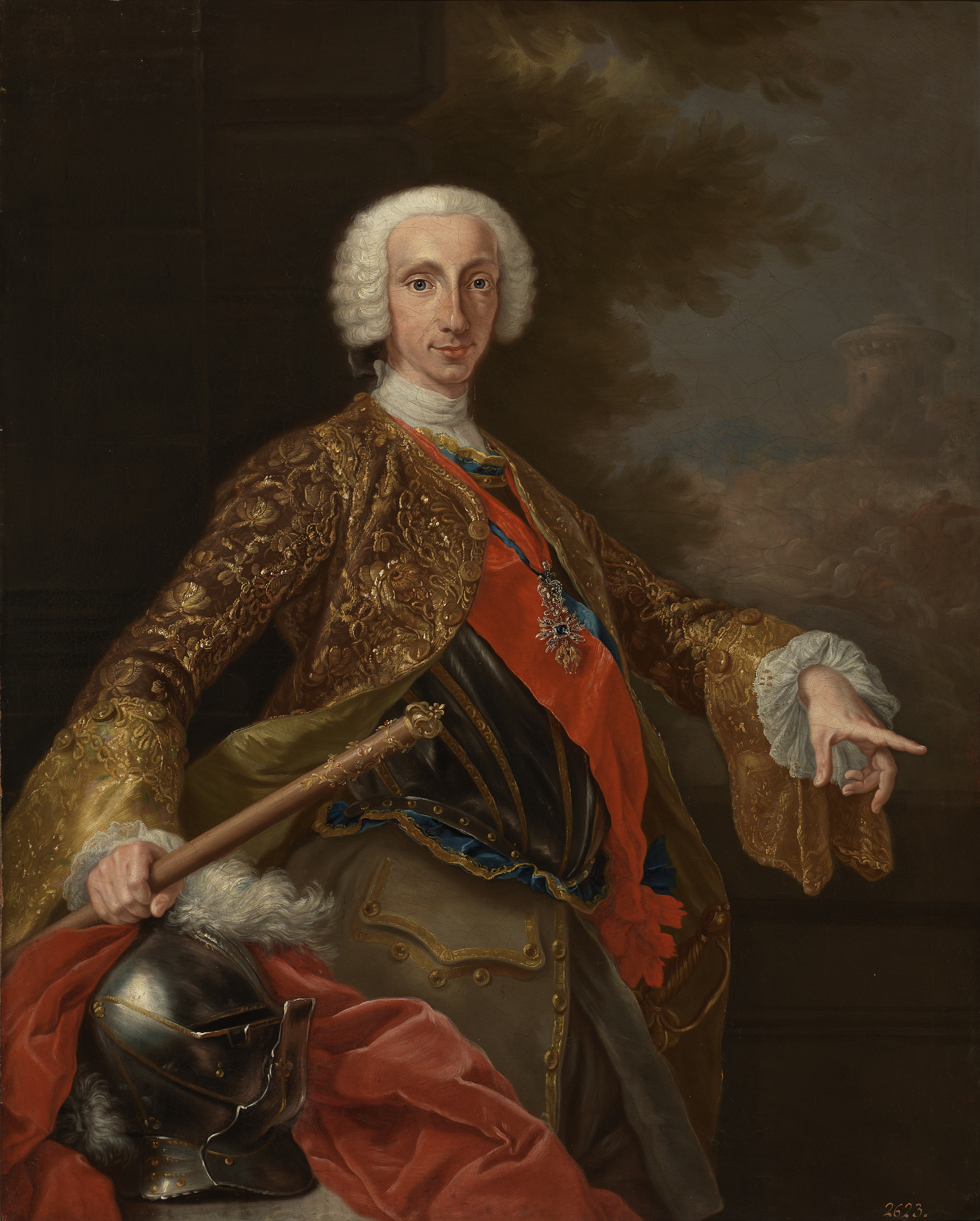
Карл VII, король Испании, Неаполя и Сицилии

Царствование Карла VII (1734—1759) оставило значительный след в истории Неаполя. Впервые с 1501 года Южная Италия обрела своего монарха, и лишь одно это обеспечило Карлу VII прижизненную и посмертную популярность. Карл VII под влиянием своего министра Бернардо Тануччи правил страной в духе просвещённого абсолютизма. Король последовательно сокращал привилегии духовенства, его численность, заставил духовных лиц, занимавшихся хозяйственной деятельностью, платить налоги, от которых они были ранее освобождены. Аналогичным образом Карл VII ввёл налоги для земельной аристократии. Тем самым удалось снизить налоговое бремя для простого народа. Карл VII одновременно успешно боролся с тайными организациями, типа масонов, и противостоял попыткам духовенства восстановить в стране инквизицию. Была проведена судебная реформа, итальянский язык впервые стал государственным. Карл VII создал долговременные благоприятные условия для развития экономики, особенно текстильной отрасли и торговли, заключив торговые договоры с большинством европейских держав и средиземноморских соседей, в том числе с Османской империей. При Карле VII были проведены грандиозные общественные работы по постройке дорог, мостов, реконструкции Неаполитанской гавани.
После смерти в 1759 году своего бездетного брата Фердинанда VI Карл в порядке наследования вступил на испанский престол под именем Карла III (1759—1788). Так как по условиям Венского мира 1738 года он не мог одновременно занимать троны Испании и Неаполя, Карл перед отплытием в Испанию 6 октября 1759 года передал Южную Италию своему третьему сыну Фердинанду (1751—1825), который стал королём Неаполя под именем Фердинанда IV (1759—1799, 1799—1806, 1815—1816) и королём Сицилии под именем Фердинанда III (1759—1816). Главой регентского совета был назначен Тануччи, что обеспечило преемственность внешней и внутренней политики.

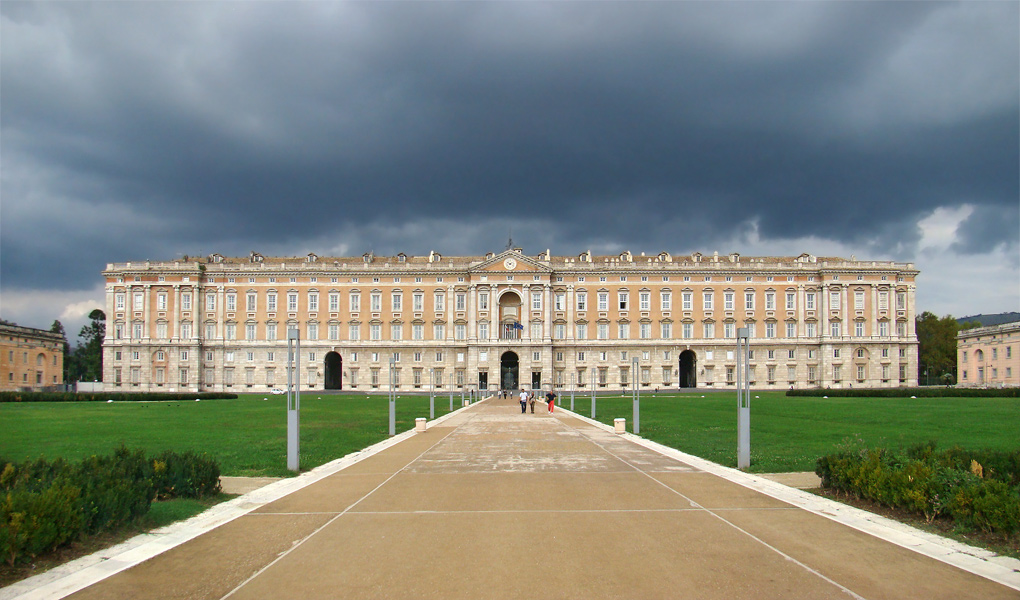
Королевский дворец в Казерте

Фердинанд IV, оказавшийся на престоле в раннем возрасте и не получивший достойного образования, оказался совершенно не способным к управлению страной. Его подлинной страстью были охота, рыбалка и любовные приключения. Ставшая его женой в 1768 году Мария-Каролина Австрийская (1752—1814) достаточно быстро обрела неограниченную власть над безвольным мужем, добилась отставки Тануччи (1777) и в дальнейшем фактически правила страной вместе со своим фаворитом Джоном Актоном.
Новое правительство формально продолжало политику реформ, но на деле к 1780-м годам реформы зашли в тупик. В эпоху революционных потрясений объединённые Неаполитанское и Сицилийское королевства вошли как экономически отсталая абсолютная монархия во главе с незначительным королём и непопулярной в народе королевой.

## Неаполь во время революционных и наполеоновских войн. Образование Королевства Обеих Сицилий
Первые республиканские клубы возникли в Неаполе в 1793 году, в августе этого же года ряд клубов объединились в «Патриотическое общество». Активизации деятельности республиканцев способствовало пребывание в Неаполитанской бухте французского флота. После отплытия французских кораблей и получения известия о направлении в Средиземном море английского флота Фердинанд IV и Мария-Каролина решились порвать отношения с республиканской Францией.
В декабре 1793 года руководители «Патриотического общества» были арестованы или вынуждены бежать за границу. Затем репрессии обрушились на ещё один клуб «Республика или смерть», большинство членов которого было арестовано, а трое — повешены 18 октября 1794 года. Успехи французской армии в Италии в 1796 году, фактический распад Первой коалиции вынудили Фердинанда IV прекратить преследования инакомыслящих. После подписания Парижского договора с Францией (11 октября 1796 года) неаполитанское правительство амнистировало всех политических заключённых.
В ноябре 1798 года, когда против Франции по инициативе Великобритании с участием Австрии, России, Османской империи, нескольких немецких князей и Швеции сформировалась Вторая коалиция, Фердинанд IV нарушил условия Парижского мира и вторгся на территорию Римской республики — союзницы Франции.
Французы, не ожидавшие нападения, были вынуждены оставить Рим, но затем нанесли неаполитанцам поражение при Чивита-Кастелана. Находившийся в Риме Фердинанд IV, узнав о разгроме своей армии, бежал в чужой одежде в Неаполь. Приказав раздать оружие всем неаполитанцам и сжечь неаполитанский флот, Фердинанд IV, Мария-Каролина и их ближайшие приспешники бежали в ночь с 21 на 22 декабря 1798 года из Неаполя в Сицилию на английском корабле адмирала Нельсона.
После героической трёхдневной обороны 21-23 января 1799 года Неаполь был взят французской армией под командованием генерала Шампионне. 24 января 1799 года в Неаполе была провозглашена Партенопейская республика, власть которой была распространена французами на всю территорию Неаполитанского королевства, за исключением Абруцци и Южной Калабрии. Эти области, а также Сицилия остались под властью короля Фердинанда.

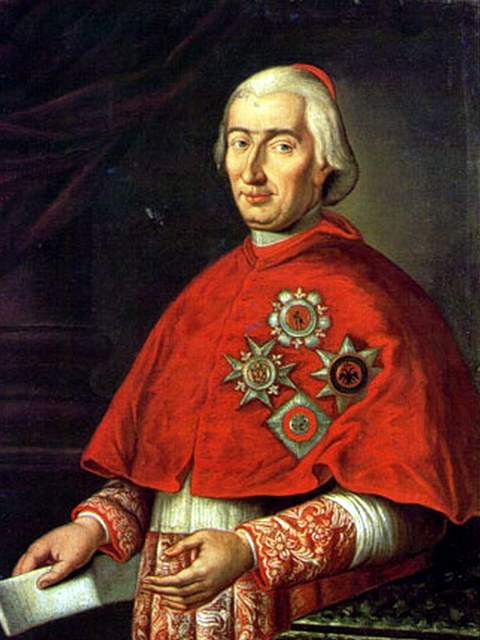
Кардинал Фабрицио Руффо, предводитель санфедистов

Новообразованная республика не была прочной. В провинциях начались крестьянские восстания, которые новое правительство подавляло с помощью силы. Среди самих республиканцев не было единства. Отзыв во Францию генерала Шампионне, победы русско-австрийских армий в Северной Италии, последовавший вскоре уход французских частей из Неаполя в Северную Италию окрылил монархистов.
8 февраля 1799 года в Калабрии с горсткой сторонников появился кардинал Фабрицио Руффо, именем короля объявивший о создании армии Святой Веры для освобождения Неаполя от французов и республиканцев. За несколько месяцев эта армия (санфедисты) превратилась в грозную силу, которая при поддержке с моря английского (Нельсон) и русского (Ушаков) флотов освободила от республиканцев всю территорию Южной Италии.
22 июня 1799 года остатки французской армии и республиканцев капитулировали перед Руффо. По условиям капитуляции им было обещан свободный доступ на корабли с правом покинуть Неаполь, а всем сторонникам республики объявлялась амнистия. Но Фердинанд IV, Мария-Каролина и стоявший за их спинами Нельсон отказались признать договор, подписанный от их имени кардиналом Руффо, после чего кардинал подал в отставку.
Возврат к власти Фердинанда в Неаполе был отмечен многочисленными репрессиями. По данным историков, в течение последующего года было казнено около 9 тысяч человек, 30 тысяч — арестовано, 7 тысяч — изгнано. Репрессии прекратились только после победы Бонапарта при Маренго, когда Франция, вновь вернувшая себе контроль над Северной Италией, ультимативно потребовала прекратить казни в Неаполе.
В 1805 году Фердинанд IV примкнул к Третьей коалиции. После поражения русско-австрийской армии при Аустерлице и выхода Австрии из войны (декабрь 1805 года) Фердинанд IV и Мария-Каролина, не дожидаясь французского вторжения, вновь бежали на Сицилию под защиту английского флота.

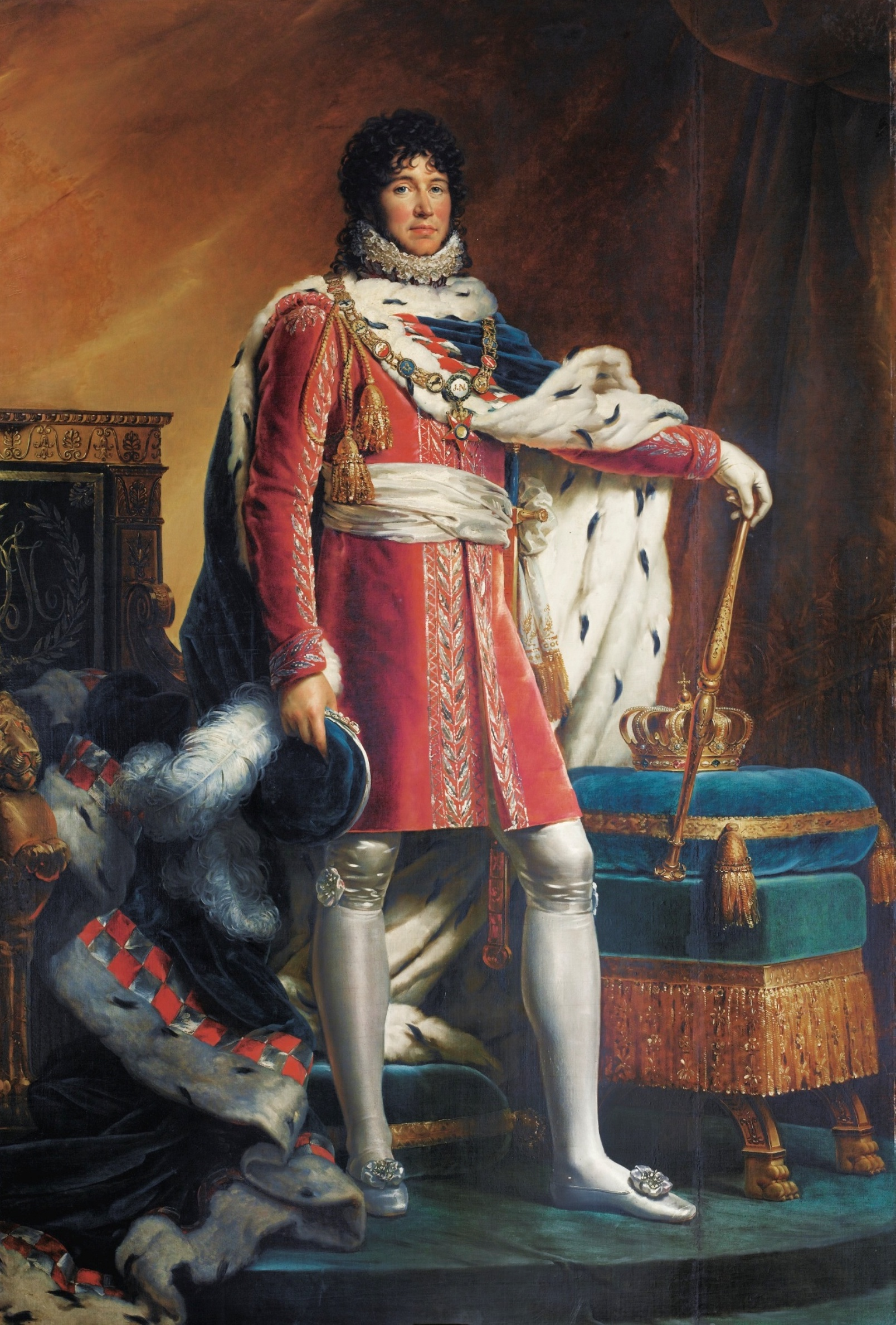
Король Иоахим I Мюрат.

В марте 1806 года Наполеон I своим декретом низложил неаполитанских Бурбонов и передал корону Неаполя своему брату Жозефу Бонапарту, которого в 1808 году сменил на троне зять императора Иоахим Мюрат.

Флаг с 1811 по 1815 год

Правление Мюрата в Неаполе было мирным, государственное устройство королевства было приведено в соответствие с устройством Первой Империи. Мюрату удалось склонить на свою сторону большую часть буржуазии и земельной аристократии. При Мюрате усилиями министра Джузеппе Зурло было введено судопроизводство. Мюрат был слишком связан с Наполеоном, и неудачи императора привели к падению короля.
В 1813 году, после бегства французов из России, Мюрат вступил в тайные переговоры с Австрией, надеясь сохранить свою власть даже в случае поражения Наполеона. Вскоре военная удача вновь склонилось на сторону французов, и Мюрат, разорвав переговоры с Австрией, примкнул к Наполеону и участвовал на его стороне в битве за Дрезден (26 — 27 августа 1813) и в «Битве народов» под Лейпцигом (16 — 19 октября 1813 года).
После поражения Наполеона Мюрат вернулся в Неаполь, открыто перешёл на сторону коалиции, и в течение января-февраля 1814 года неаполитанцы совместно с австрийцами освободили от французов Северную и Центральную Италию. Мюрат надеялся сохранить свою корону, но Венский конгресс, принявший в качестве главного тезиса необходимость вернуть всем монархам их владения, склонялся к решению о возвращении в Неаполь Бурбонов. Поэтому при получении известия о возвращении Наполеона во Францию (Сто дней) Мюрат 15 марта 1815 года объявил войну Австрии и призвал всех итальянцев к борьбе против оккупантов. Неаполитанские войска быстро продвигались на север, заняли Рим и Болонью, но были разгромлены при Толентино. Мюрат, бросив армию, бежал в Неаполь, затем во Францию.
В мае 1815 года Фердинанд IV вновь стал королём Неаполя. Король, успевший за годы сицилийского изгнания стать конституционным монархом (1812), заняв Неаполь, вновь стал править как абсолютный монарх. Для того, чтобы навсегда уничтожить память как о дарованной им конституции в Сицилии, так и о годах конституционной монархии Мюрата в Неаполе, Фердинанд объявил 8 декабря 1816 года об объединении двух королевств в единое государство — Королевство Обеих Сицилий.

## Культура

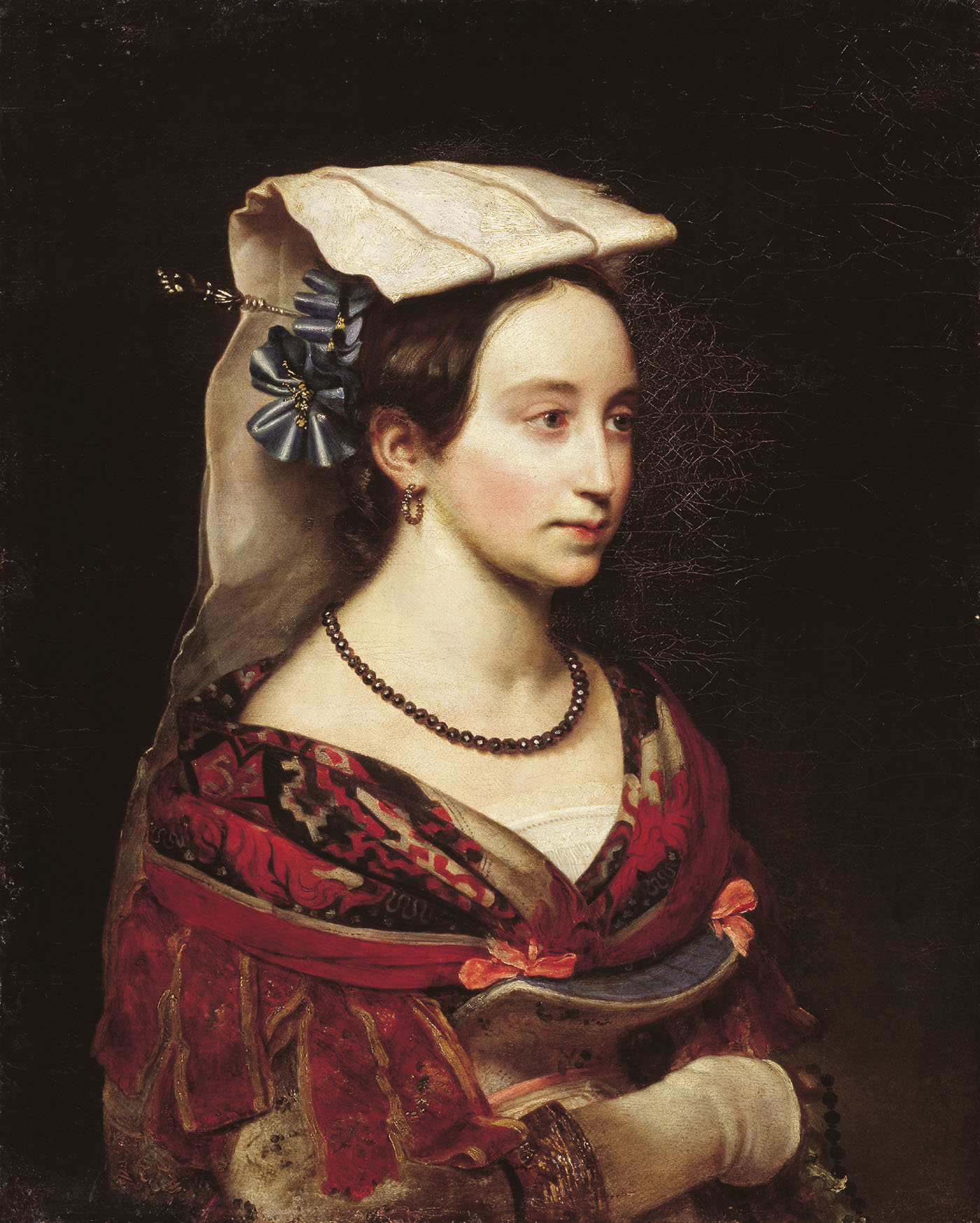
О. А. Кипренский. Портрет неизвестной в неаполитанском костюме. 1830-е. Северо-Осетинский государственный художественный музей имени М. С. Туганова

### Религия
В отличие от остальной Европы, где бушевали религиозные войны, Неаполь из-за своего положения в южном средиземноморье эта участь обошла стороной. С момента воцарения анжуйской династии католицизм получил статус государственной религии, а её адепты имели поддержку у большинства населения. Религиозные меньшинства, а также иностранные поселенцы, исповедовавшие ислам и православие, были притесняемы из-за своих убеждений.

### Литература

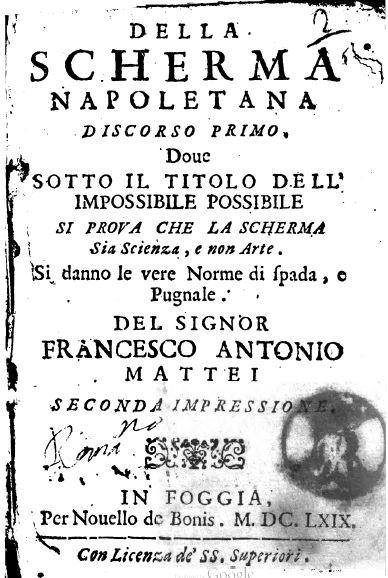
Трактат по Неаполитанскому фехтованию. Франческо Антонио Маттей («Della scherma napoletana discorso primo [-secondo]. Doue sotto il titolo dell’impossibile possibile si proua che la scherma sia scienza e non arte … Del signor Francesco Antonio Mattei» Francesco Antonio Mattei)